# Małgorzata Stryjska
Małgorzata Stryjska (Poznań; 3 de Agosto de 1953 — ) é um político da Polónia. Ela foi eleito para a Sejm em 25 de Setembro de 2005 com 12791 votos em 39 no distrito de Poznań, candidato pelas listas do partido Prawo i Sprawiedliwość.
Ele também foi membro da Sejm 2001-2005.